# Vetkast
Een vetkast is een gesloten kettingkast van een motorfiets, met daarin ingebouwd een vetreservoir.
Hierdoor wordt de ketting voortdurend gesmeerd. In het verleden moesten kettingen zeer vaak gesmeerd worden. Dit was bovendien een tijdrovend karwei: de ketting moest uitgekookt worden om het oude vet te verwijderen en daarna in warm vet worden gelegd om weer ingevet te worden. 
Omdat een vetkast het uiterlijk van een motorfiets geen goed deed werd het systeem bijna alleen toegepast op toermotorfietsen, oftewel commuterbikes, motorfietsen voor woon/werk-verkeer. 
Soms werd een oliebadkast gebruikt, volgens hetzelfde principe, maar dan gevuld met olie. 